# Động vật sống đơn độc

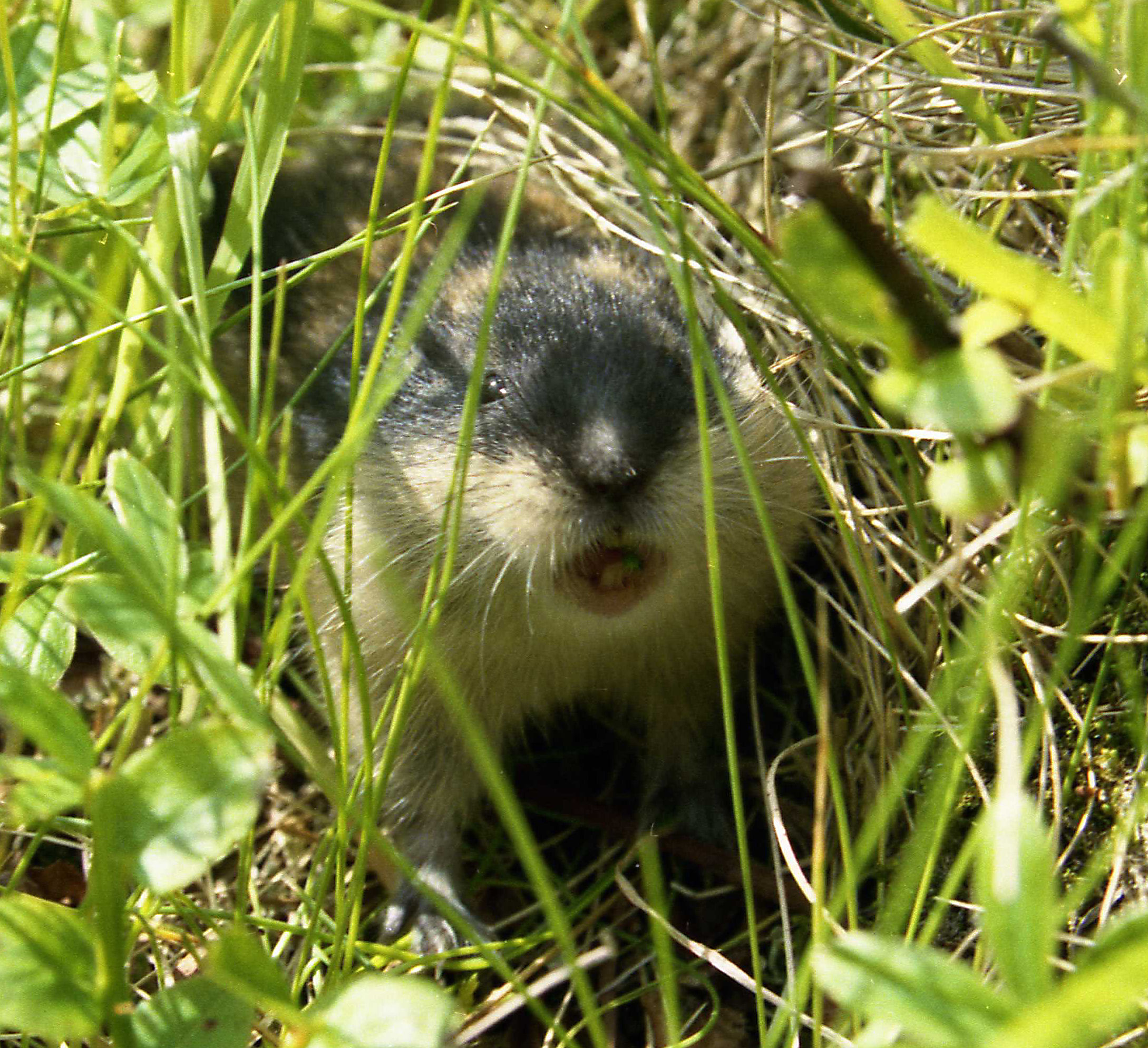
Chuột Lemming là loài vật sống đơn độc

Động vật đơn độc là những loài động vật dành phần lớn cuộc sống của chúng sống một mình mà không sống chung với những cá thể cùng loài của mình, với một số trường hợp ngoại lệ, một số động vật đơn độc có thể kết đôi và sống chung một thời gian với nhau để có thể giao phối và nuôi con của chúng. Đối lập với động vật đơn độc là một động vật xã hội.

## Đặc điểm

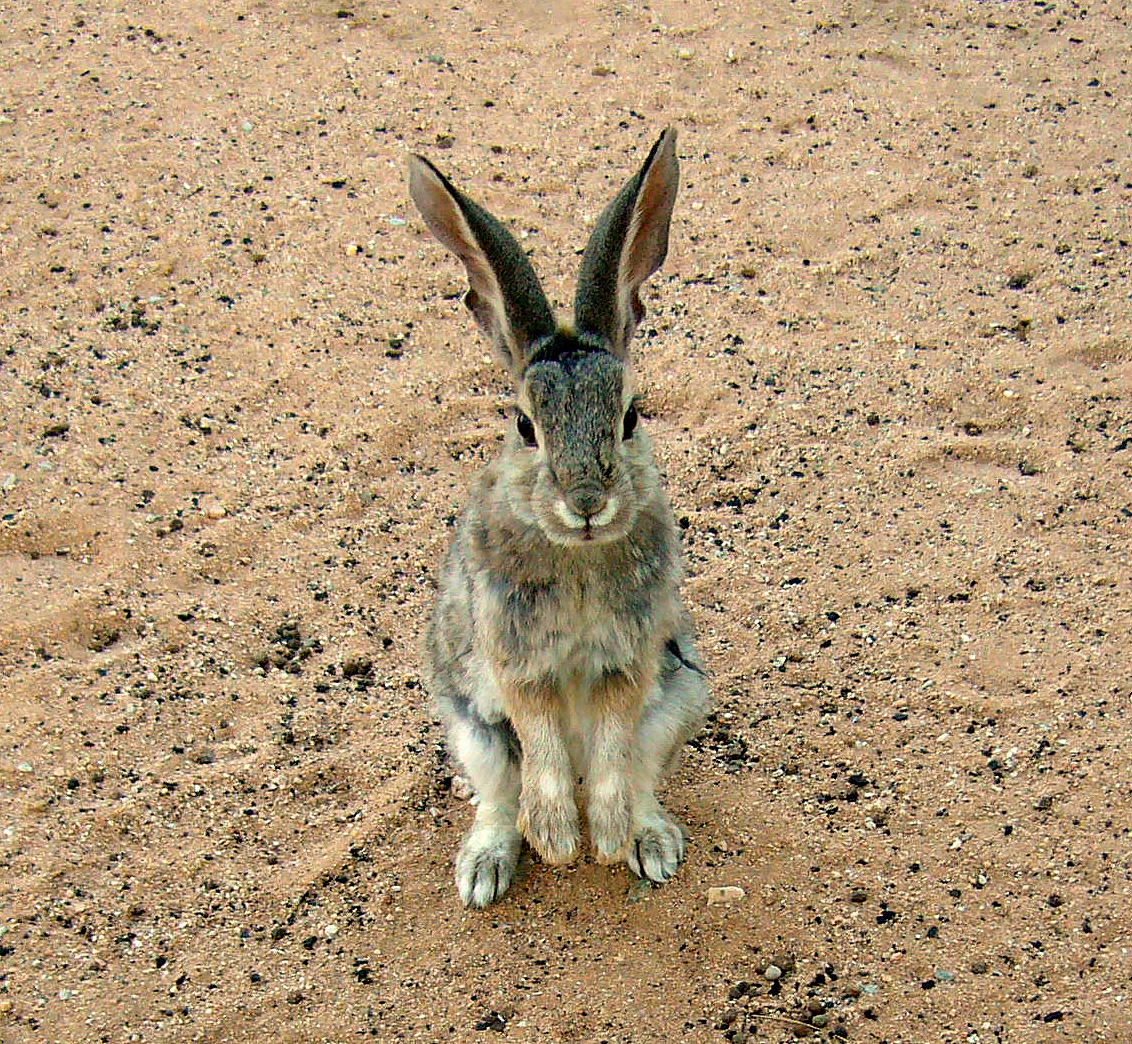
Một số loài thỏ, chẳng hạn như thỏ sa mạc là động vật đơn độc

Những động vật đơn độc thường cư trú ở lãnh thổ riêng và có tập tính lãnh thổ cao, chúng không thích sự hiện diện và chia sẻ lãnh thổ của bất cứ con vật nào trong lãnh thổ của mình và đặc biệt là một động vật cùng loài. Điều này có thể là do sự cạnh tranh giữa các đối thủ cơ hội để giao phối trên lãnh thổ của mình, hoặc nó có thể là một cách phù hợp hơn để sống trong môi trường nhất định. Khi hai loài cùng họ gặp nhau thường thấy cảnh một bên hung hăng để cố gắng xua đuổi loài kia, nếu tình hình diễn biến căng thẳng thì một vụ ẩu đả có thể diễn ra. Ở một số loài, trận chiến chỉ có thể kết thúc khi một trong hai cá thể chết.
Trong thời gian giao phối (mùa động dục), một động vật đơn độc cố gắng để tìm thấy một người bạn tình, và một khi việc giao phối được hoàn thành, hay những con cái chịu chấp nhận sống chung khi nó đang chăm sóc cho con cái của nó hoặc khi nó đã sẵn sàng để giao phối. các con thú có thể lặp lại quá trình giao phối nhiều lần thêm một thời gian, chúng sẽ cùng chăm sóc con non và sau đó tiếp tục lối sống đơn lẻ của nó. Đôi khi sống đơn độc cũng là một lợi thế khi nguồn thức ăn quá khan hiếm để chia sẻ, là một thợ săn đơn độc có khi là một lợi thế sinh tồn chẳng hạn như hổ vì nó cần phải tìm chỉ có đủ thức ăn để duy trì bản thân và đàn con của nó